# Ygyatta
L'Ygyatta (en russe : Ыгыатта) est une rivière de Russie, affluent de rive gauche du Viliouï, donc sous-affluent de la Léna.

## Géographie
L'Ygyatta a une longueur de 601 kilomètres. Son bassin versant a une superficie de 12 500 km2 (surface de taille équivalente à celle de la région française d'Île-de-France.
Son débit moyen à l'embouchure est de 23,0 m3/s. 
La rivière prend naissance sur le plateau du Viliouï, partie orientale du plateau de Sibérie centrale. Après sa naissance, elle coule d'abord en direction sud-est. En fin de parcours elle entame une série de changements de direction qui la mènent vers l'est, puis vers le sud. Elle finit par confluer avec le Viliouï en rive gauche.
La rivière est prise par les glaces aux environs de la mi-octobre. Elle reste gelée jusqu'à la mi-mai.
Le bassin versant de l'Ygyatta, comme l'ensemble du bassin du Viliouï repose en totalité sur un épais manteau de sol gelé en permanence ou pergélisol. 

## Hydrométrie - Les débits mensuels à Khampa
Le débit de l'Ygyatta a été observé pendant 24 ans (durant la période 1969-1984) à Khampa, petite localité située à vol d'oiseau à une cinquantaine de kilomètres de son point de confluence avec la rivière Viliouï, à 125 mètres d'altitude. 
Le débit interannuel moyen ou module observé à Khampa durant cette période était de 20,0 m3/s pour une surface observée de 11 200 km2, soit quelque 90 % de la totalité du bassin versant de la rivière qui compte 12 500 km2.
La lame d'eau écoulée dans ce bassin se monte ainsi à 56 millimètres annuellement, ce qui est très modéré, et correspond au faible niveau des précipitations observées dans l'ensemble du bassin du Viliouï. 
Cours d'eau alimenté avant tout par la fonte des neiges, l'Ygyatta a un régime nival. 
Les hautes eaux se déroulent au printemps, en mai et juin, avec un sommet très net en mai, ce qui correspond au dégel et à la fonte des neiges. Au mois de juin, le débit chute fortement, et la baisse se poursuit en juillet. À partir du mois d'août, le débit se stabilise quelque peu à un niveau fort bas durant la suite de l'été et l'automne.
Au mois de novembre, le débit de la rivière baisse à nouveau, ce qui mène à la période des basses eaux. Celle-ci a lieu de novembre à avril inclus et correspond aux fortes gelées de l'hiver sibérien. 
Le débit moyen mensuel observé de janvier à mars (minimum d'étiage) est de 0,00 m3/s, c'est-à-dire arrêt de tout écoulement, tandis que le débit moyen du mois de mai, maximum de l'année se monte à 136 m3/s, ce qui montre que l'amplitude des variations saisonnières de la rivière est trèsimportante. Sur la durée d'observation de 24 ans, le débit mensuel maximal s'est élevé à 646 m3/s en mai 1992.   
En ce qui concerne la période libre de glaces (de juin à septembre inclus), le débit mensuel minimal observé a été de 0,14 m3/s en septembre 1981, ce qui montre que les étiages d'été peuvent se révéler très sévères dans la région. 